# Sphagnum

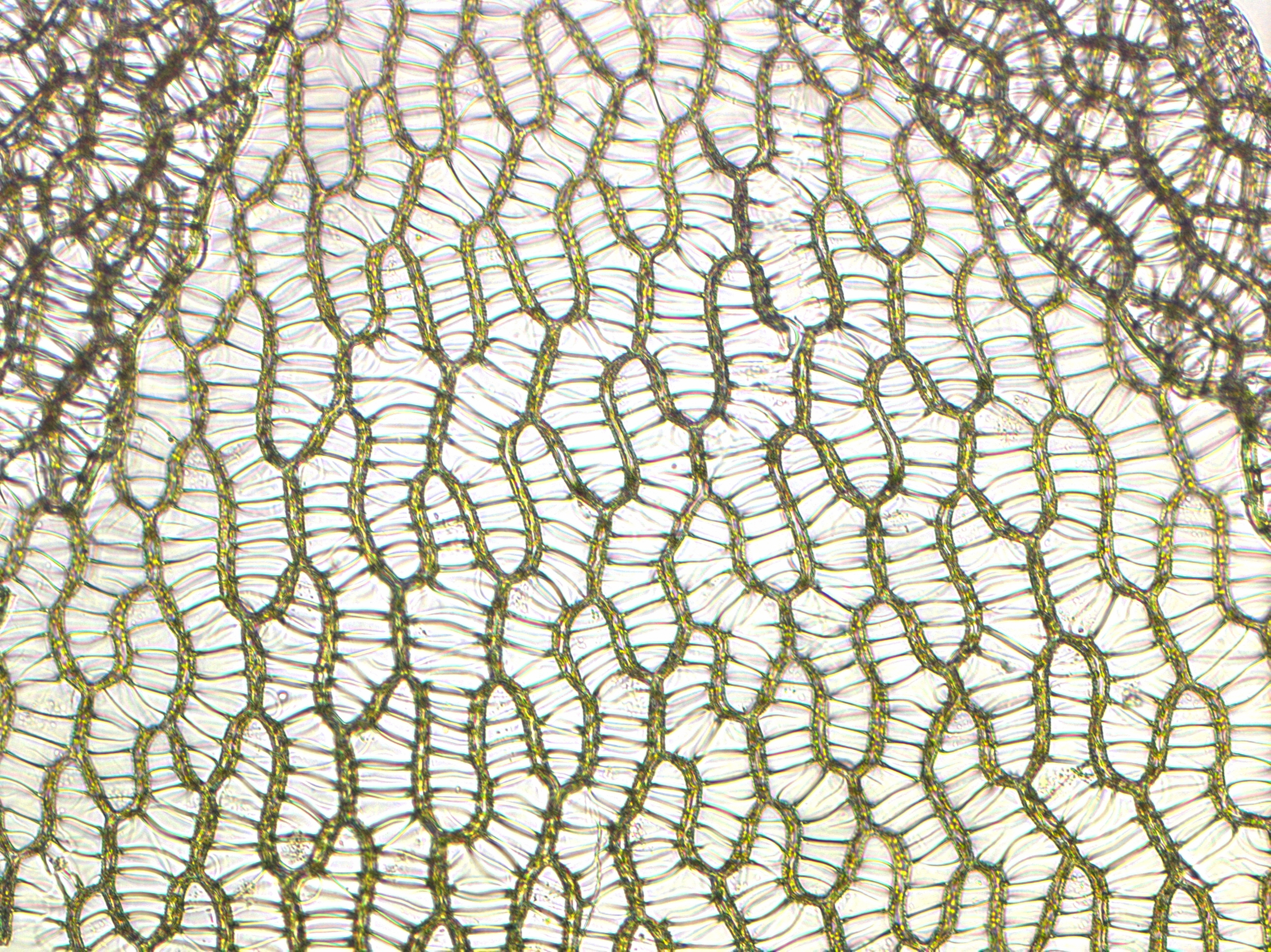
Células de Sphagnum: células clorofilinas (clorocistos), estreitas e escuras, formando uma "rede" em cujas malhas se encontram as células hialinas (hialocistos ou hidrocistos), grandes e claras.

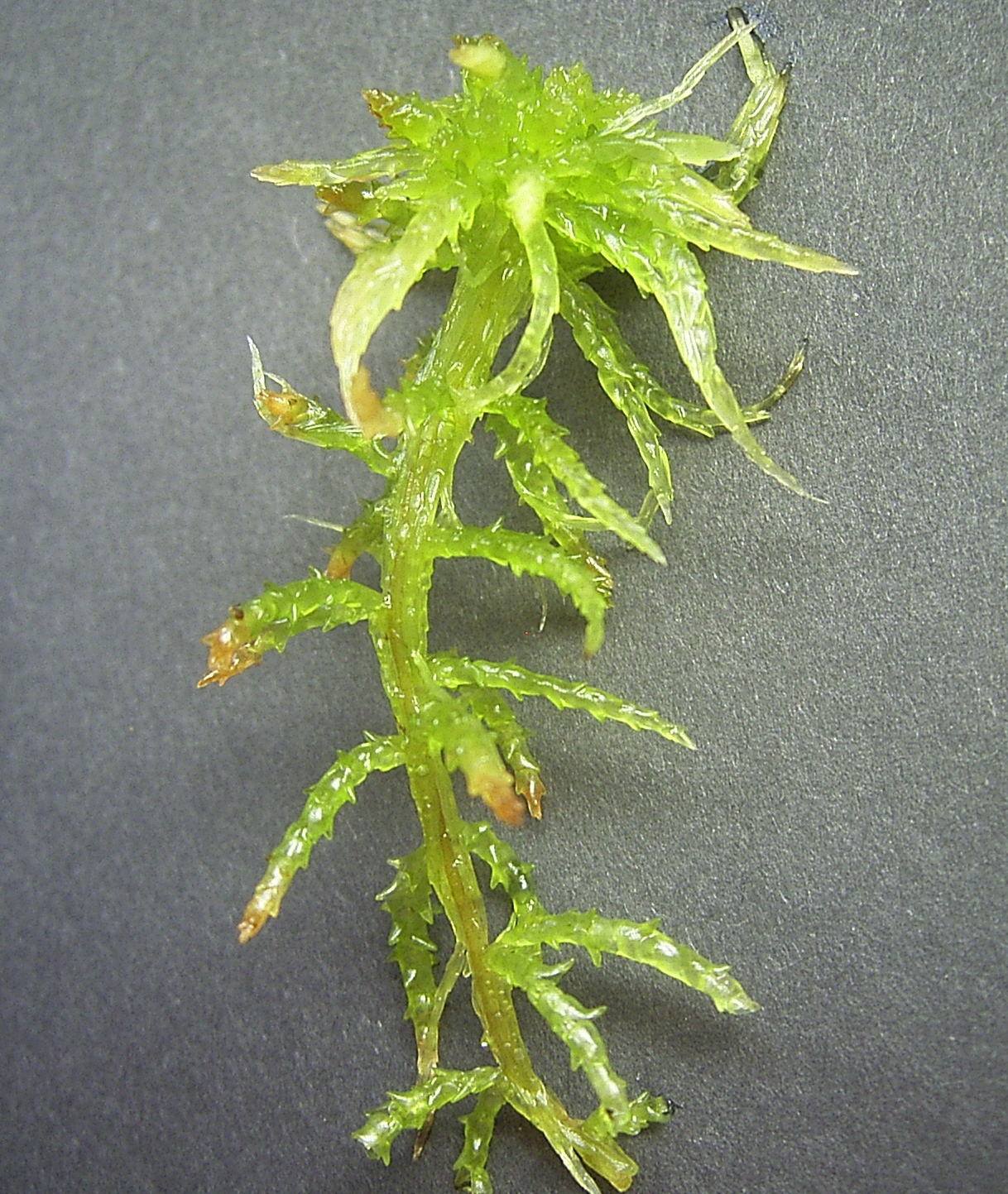
Gametófito de Sphagnum.

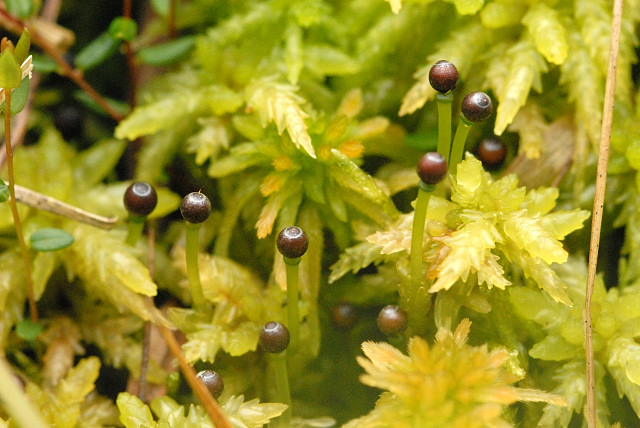
Gametófitos com esporófitos (as cápsulas negras) sustentadas por pseudopódios constituídos por tecido do gametófito.

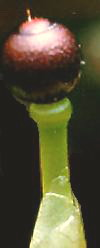
Esporófito (a cápsula avermelhada), sustentada por um pseudopódio constituído por tecido do gametófito.

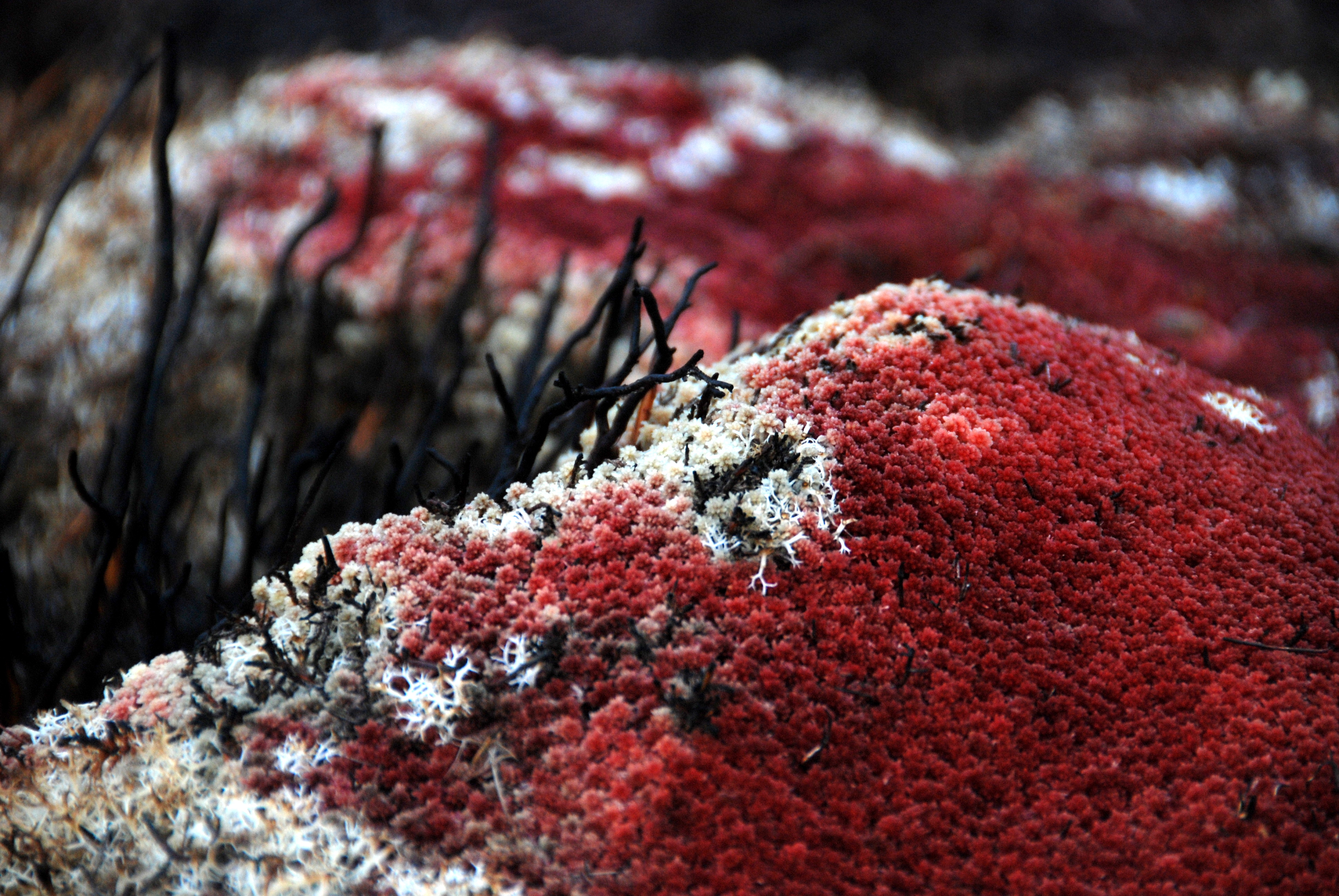
Sphagnum avermelhado (Sphagnum rubellum).

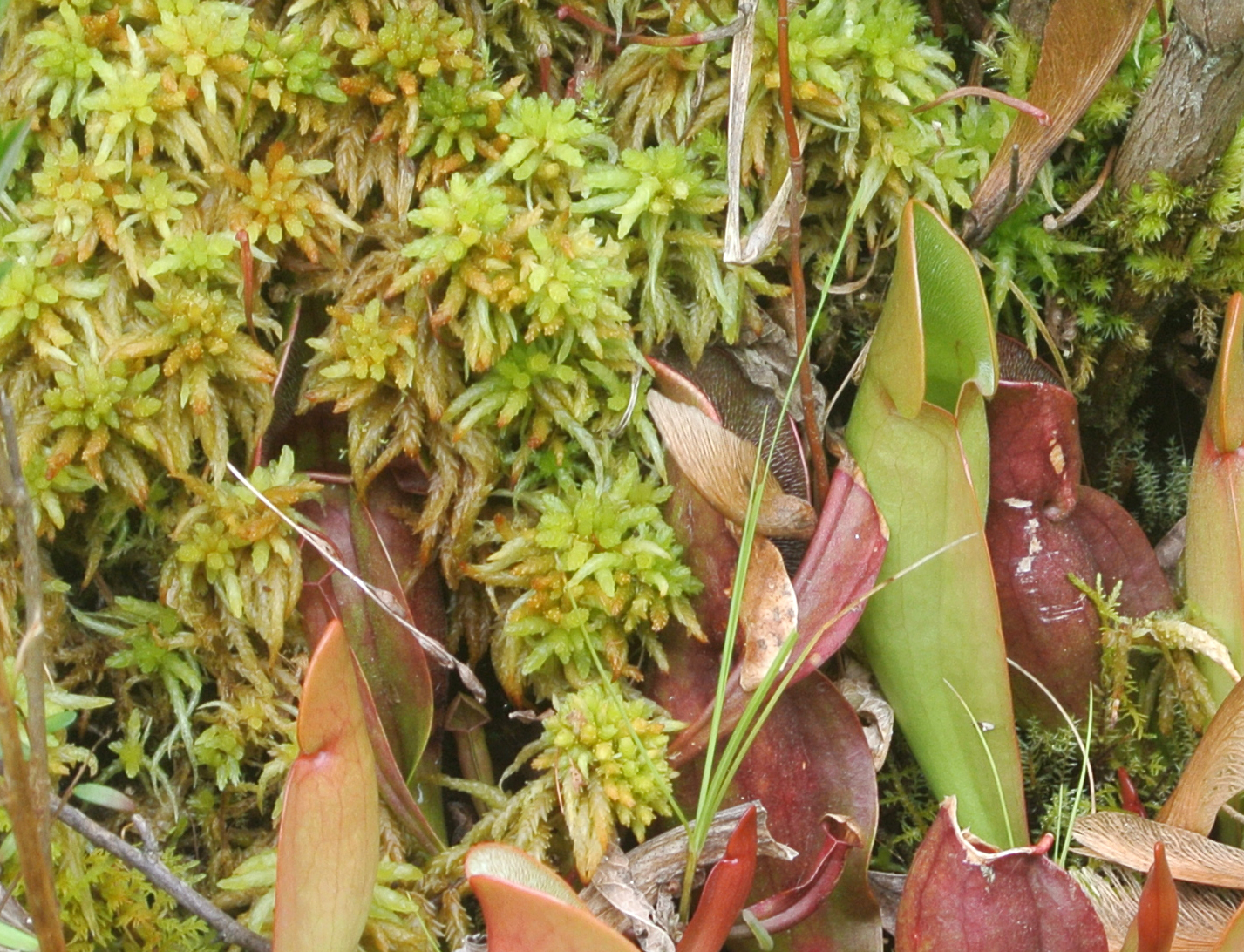
Sphagnum com a espécie carníora Sarracenia purpurea (no Brown's Lake Bog, Ohio).

Esfagno (Sphagnum) é um género de musgos pleurocárpicos, da família monotípica Sphagnaceae, que agrupa 150-300 espécies extantes. O género tem distribuição natural cosmopolita, sendo mais frequente nas regiões pantanosas de clima temperado e frio de ambos os hemisférios. As suas espécies, conhecidas pelo nome comum de esfagno, musgão, musgo-de-turfa ou musgo-de-turfeira, destacam-se por formarem extensos alagadiços, que podem conter espessas camadas de turfa, e por armazenarem grandes quantidades de água nos seus tecidos, pois tanto as plantas vivas como as mortas podem reter nas suas células, dependendo da espécie, quantidades de água equivalentes a 16-26 vezes o seu peso seco. Esta capacidade de reter água, a resistência à decomposição e a indução de alterações ao quimismo das águas permitem um alargado controlo das condições ambientais, fazendo das espécies de Sphagnum organismos manipuladores do seu habitat.

## Descrição
Sphagnum é o único género da família monotípica Sphagnaceae, a qual agrupa cerca de 285-380 espécies validamente descritas em todo o mundo, embora se estime que o número real de espécies extantes se situe entre 150 e 300. As espécies que integram este género são em geral longos musgos pleurocárpicos ramificados, com filídios estreitos cuja coloração vai do verde ao avermelhado, constituídos por um longo caulídio, o pseudotalo principal, que termina num fascículo de finos caulídeos (ramificações), com geralmente dois a três caulídios eretos e dois a quatro caulídios pendentes. A parte superior da planta, ou capítulo, apresenta fascículos de caulídios jovens densamente agrupados. Ao longo dos caules estão distribuídos filídios (folhas) de várias formas, designadas por filídios caulinares, cuja estrutura e coloração varia de acordo com a espécie.

### Morfologia
Os membros do género Sphagnum distinguem-se das outras espécies de musgos por apresentarem uma estrutura celular distinta, aliada a uma morfologia caulinar adaptada à vida em zonas inundadas, reconhecível pelas seguintes características morfológicas diferenciadoras: (1) presença de ramificações agrupadas em fascículos ao longo dos caulídios (talos) principais; (2) presença nos filídios de dois tipos muito diferenciados de células, umas pequenas, de cor verde, com clorofila (os clorocistos), que alternam com células grandes, transparentes e porosas (os hialocistos); e (3) produção de esporófitos esféricos, sem peristoma, sustentados por um pseudopódio constituído por uma estrutura de tecido gametofítico.
A atividade fotossintética dos filídios é executada exclusivamente pelos clorocistos, as células pequenas e verdes que formam camadas, em geral com uma única célula de espessura, que intercalam o tecido esponjoso do filídio. Por sua vez, os hialocistos (ou hidrocistos), maioritariamente células mortas e esvaziadas, em forma de barril e com largos poros, que constituem o grosso do tecido esponjoso do filídio, têm apenas funções estruturais e de armazenamento de água, comportando-se como verdadeiras esponjas, conferido ao conjunto da planta flutuabilidade e grande capacidade de retenção de água, particularmente em condições de secura relativa. Essas células e estruturas únicas permitem que estes musgo possam manter o habitat alagadiço ao libertar água capaz de manter os pântanos inundados mesmo quando a precipitação atmosférica ocasionalmente escasseie.
Quanto ao hábito,  estas plantas apresentam uma estrutura muito distinta em relação aos briófitos terrestres, claramente adaptada aos habitats aquáticos em que os membros do género Sphagnum vivem, pois a flutuabilidade na água suporta as plantas, tornando desnecessárias outras estruturas de reforço. Como os musgos não têm sistema vascular para conduzir água e nutrientes pelos tecidos da planta, estes são finos e geralmente têm a espessura de apenas uma célula, o que permite a fácil difusão da águas e a troca de gases com a atmosfera ou com água envolvente. O topo da planta, em geral designado por capitulum ou capítulo, forma uma roseta de filídios jovem, frequentemente retorcidos, que capta a maior parte da radiação solar usada pela planta através da fotossíntese. O corpo principal da planta é constituído por um longo caulídio e suas ramificações, com filídios relativamente pequenos e esparsos emergindo do eixo principal e das ramificações. As partes mais baixas da planta, que corresponderiam ao rizoide, estão em geral mortas e em muito lenta decomposição sob a vasa.
A estrutura atrás apontada, com destaque para a presença e função das células hialinas (os hialocistos ou hidrocistos) que permitem reter volumes de água com 16 a 26 vezes o peso seco, aliada à capacidade de alterar o pH e a composição iónica em solução da água e de gerar compostos resistentes à decomposição e inibidores da atividade microbiana, fazem dos membros do género Sphagnum organismos descritos como «manipuladores de habitat».
A configuração da planta, a disposição, forma e anatomia das ramificações, do talo e dos filídios (das ramificações e dos talos), bem como a forma, disposição e número dos poros dos hialocistos, são as características usadas para identificar as diferentes espécies de Sphagnum.

### Formação de turfeiras
Utilizando a sua capacidade de armazenar água, agindo como verdadeiro manipulador de habitat, à medida que as formações de Sphagnum crescem e alastram, vão avançando lentamente para áreas com condições mais secas, formando pântanos do tipo turfeira progressivamente maiores, tanto turfeiras elevadas como turfeiras de cobertura e turfeiras florestadas. Esta capacidade que os membros do género Sphagnum de influenciar a estrutura e composição do seu habitats, justifica a descrição destas espécies como «manipuladoras de habitat».
As grandes acumulações de turfa que são formadas nestes pauis criam habitat para uma ampla variedade de plantas de turfeira, incluindo juncos e arbustos  ericáceos, bem como orquídeas e plantas carnívoras. Sob as condições certas, a turfa pode acumular-se até formar camadas com muitos metros de espessura.
Como diferentes espécies de Sphagnum têm diferentes limites de tolerância para o grau de inundação e profundidade das águas, de oxigenação dos fundos e de pH, em geral as turfeiras são compostas por várias espécies diferentes de Sphagnum, distribuídas de acordo com as condições ambientais existentes em cada ponto do pântano.
As massas de Sphagnum e as turfas formada a partir delas não se decompõem facilmente devido ao elevado teor de compostos fenólicos que estão presentes na parede celular destes musgos. Além disso, estes pântanos, como a generalidade dos terrenos alagadiços, desenvolvem condições anaeróbicas no solo, que forçam a decomposição a seguir o caminho da digestão anaeróbica, sempre muito mais lenta do que ação microbiana aeróbica. A turfa também pode acidificar os seus arredores ao absorver catiões, como os iões de cálcio e de magnésio, e libertar iões de hidrogénio.
Outro factor ambiental que reduz a velocidade de decomposição é a presença nestas plantas de diversos compostos com acção antimicrobiana que impedem o normal crescimento das populações de decompositores.
Estas condições de acidez e anaerobiose permitem a conservação de materiais orgânicos durante períodos muito longos, nalguns caso de vários milénios. Neste contexto, foram descobertas em turfeiras na Europa corpos conservados durante séculos graças ao Sphagnum, como é o caso do Homem de Tollund.

### Ciclo de vida
Os membros do género Sphagnum, como todas as outras plantas terrestres, apresentam alternância de gerações. Como é comum entre os briófitos, a geração de gametófitos haploides é dominante e persistente, mas, ao contrário de outros musgos, os gametófitos de vida longa não dependem de rizoides para auxiliar na absorção radicular de água e nutrientes a partir do substrato.
As espécies Sphagnum podem ser unissexuais (com gâmetas masculinos e femininos em plantas diferentes, ou seja espécies dioicas) ou bissexuais (com gâmetas masculinos e femininos produzidos a partir da mesma planta, ou seja espécies monoicas). Na América do Norte, pelo menos 80% das espécies de Sphagnum são unissexuais, sendo esse o padrão mais comum.
Como na generalidade dos briófitos, o esperma é móvel, nadando ativamente através da água que rodeia os órgãos sexuais da planta, e fertiliza os óvulos contidos em arquegónios que permanecem presos ao gametófito feminino. O esporófito tem vida relativamente curta e consiste quase inteiramente numa cápsula esférica, de coloração verde brilhante que se torna escura quando os esporos atingem a maturação. Os esporófitos ocorrem na extremidade de pseudotalos, estruturas destinadas a facilitar a dispersão dos esporos, mas ao contrário de outros musgos, os pseudotalos de Sphagnum são produzidos pelo gametófito materno, sendo por isso tecido gametofítico.
Os esporos haploides, tetraédricos, são produzidos no esporófito por meiose e são dispersos quando a pequena cápsula globosa que constitui o esporófito (a estrutura globosa escurecida que aparece nas imagens ao lado) expele explosivamente a sua parte distal, a estrutura designada por opérculo (ou caliptra), e atira os esporos a alguma distância.
Tal como acontece com muitos outros musgos, as espécies de Sphagnum dispersam os seus esporos através do vento, ou seja por anemocoria. Como os topos dos esporófitos estão apenas cerca de 1 cm acima das superfícies circundantes, altura onde o vento em geral se caracteriza por baixas velocidades, a maior parte das espécies recorre a um mecanismo activo de ejecção dos esporos, permitindo uma melhor dispersão. Como forma de compensar a pouca capacidade de transporte desses ventos fracos, quando o esporófito seca, o opérculo é forçado a sair, libertando atrás de si uma nuvem de esporos. O mecanismo de expulsão dos esporos é tradicionalmente atribuído ao efeito balístico resultante da libertação súbita do ar comprimido pela dissecação das paredes da cápsula do esporófito, atingindo os esporos uma velocidade máxima de 3,6 metros por segundo no momento da abertura do opérculo. A observação de esporos expelidos a distâncias que indiciam maiores velocidades de ejecção têm levados à busca de mecanismos alternativos de propulsão dos esporos, até porque Fotografias de alta velocidade mostraram que são criados anéis de vórtice durante a descarga, o que permite que os esporos alcancem uma altura de 10 a 20 cm além do que seria esperado apenas pela balística do processo. A aceleração dos esporos durante a ejecção foi estimada em cerca de 36 000 G. Os esporos são extremamente importantes no estabelecimento de novas populações em habitats perturbados e em ilhas, pelo que a capacidade de lançar os esporos a uma altura suficiente para que o vento os possa transportar a médias e grandes distâncias é determinante para a dispersão destes musgos.
Os esporos germinam para produzir um protonema, começando como filamentos que em algumas espécies se podem se tornar taloides e produzir alguns rizoides. Logo de seguida, o protonema desenvolve estruturas semelhantes a gemas (botões) que se diferenciam nos gametófitos característicos deste género, eretos, folhosos e ramificados, com filídios com células clorofilinas e células hialinas. Este estágio domina o ambiente onde o Sphagnum cresce, obliterando e enterrando o protonema e eventualmente acumulando espessas camadas de musgo morto que dá origem à turfa.
Na generalidade das espécies, os gametófitos apresentam reprodução assexuada substancial por fragmentação, mecanismo que produz muito do material vivo presente nas turfeiras de esfagno.
Tapetes de Sphagnum vivo podem ser atacados por vários fungos, entre os quais Sphagnurus paluster, um fungo formador de cogumelos que produz manchas mortas conspícuas nas turfeiras. Quando este fungo, e outros fungos agáricos similares, atacam o protonema do Sphagnum, este é induzido a produzir gemas não fotossintéticas que pode sobreviver ao ataque do fungo e meses depois germinar para produzir novos protonemas e gametófitos folhosos. Desconhece-se se a fase folhosa é capaz de produzir este tipo de gemas de sobrevivência.

### Distribuição geográfica
O habitat típico dos musgos do género Sphagnum são as zonas húmidas com sistemas tróficos pobres em nutrientes, mais ou menos ácidos, especialmente áreas paludosas dentro ou em torno de corpos de água, especialmente em pauis pouco profundos e em pântanos, em clareiras e margens de florestas temperadas com solos enxarcados e entre formações rochosas muito sombreadas. Estes musgos estão quase totalmente ausentes de florestas tropicais, desertos e estepes.
Apesar de cosmopolita, estando apenas ausente da Antártida, o género Sphagnum ocorre em todos os continentes, principalmente nas regiões de clima boreal e de clima temperado frio, mas está também presente em regiões frias e húmidas de montanha e habitats influenciados pelos mares. Nos trópicos, ocorre predominantemente em regiões montanhosas.
O género tem a sua maior diversidade e abundância no Hemisfério Norte, onde está presente em áreas de turfeira, florestas de coníferas e tundra húmida. A maior concentração de espécies ocorre nas grandes áreas pantanosas das regiões de clima temperado frio do Norte da Europa Ásia e América do Norte. A distribuição mais ao norte atinge o sul e sudoeste da Gronelândia, o  Alasca, a Península de Taimyr e o norte da Escandinávia para além do Círculo Polar Ártico. A população mais setentrional ocorre em Svalbard, à latitude de 81° N. O limite sul da área de distribuição, excluindo as zonas de montanha e as regiões oceânicas, estende-se até aos 40° N, mas nas regiões semi-áridas da Ásia Central apenas ocorre acima dos 50°-60° de latitude.
Outra sub-área isolada de distribuição no leste da Ásia estende-se para sul desde a Kamchatka, pelo Japão e Manchúria, até às montanhas do sul da China, Vietname, Filipinas e ainda às regiões montanhosas mais elevadas das ilhas de Sumatra e Java, já a sul da linha do equador. A ocorrência na região boreal da América do Norte estende-se para sul até à Flórida e às montanhas da América Central.
No Hemisfério Sul, as maiores áreas de turfeira ocorrem no sul Chile e Argentina, parte da vasta tundra magalhânica (tundra magallánica), uma ecorregião com cerca de 44 000 km2 situada na região da Patagónia (especialmente nos arquipélagos) a sul da latitude 48° S. Áreas consideráveis de turfeira também ocorrem na Nova Zelândia e na Tasmânia. As espécies deste género também ocorrem nas florestas montanhosas da Austrália. No entanto,  as paisagens de turfeira do Hemisfério Sul podem conter, para além de Sphagnum, muitas outras espécies de musgos. Espécies de Sphagnum também estão presentes em "rochas gotejantes" nas regiões montanhosas subtropicais do Brasil, e da Guiana, bem como nos Andes até à Terra do Fogo.
Na África, ocorre na Cordilheira do Atlas e no delta do Níger, na África Ocidental. Outra área de distribuição estende-se pelas montanhas da África Oriental, desde o Kilimanjaro e outras cadeias de montanhas na área do Grande Vale do Rift até a antiga Província do Cabo, na África do Sul. As montanhas da ilha de Madagáscar, ao leste da África, também fazem parte da área de distribuição do género.

## Taxonomia e filogenia
Os musgos do género Sphagnum podem ser facilmente distinguidos de outras espécies de musgo pelos seus típicos agrupamentos fasciculosos de ramificações. A morfologia da planta e a cor do caulídio, a forma de ramificação e a morfologia dos filídios do caule e a forma das células verdes (clorocistos) são as principais características usadas para identificar as espécies.

### Taxonomia
A taxonomia do género Sphagnum tem sido muito controversa desde o início da década de 1900, pois a maioria das espécies requer dissecação e observação microscópica para ser identificada, por vezes com base em caracteres escassamente definidos, e a circunscrição taxonómica de cada uma delas permanece pouco consensual. Em consequência existe considerável incerteza sobre o número de espécies que realmente existe, estando (2021) validamente descritas c. 285 espécies, embora seja consensual que na realidade o número de espécies está no intervalo 150-300 espécies, repartidas por 9 secções. Na Europa ocorrem c. 40 espécies, das quais 35 pertencem à flora da Europa Central e do Norte.
A classificação e as descrições abaixo seguem revisão taxonómica das Sphagnaceae publicada pelo briologista Richard E. Andrus em 2007 (Flora of North America, 2007):
- Sphagnum sect. Acutifolia Wilson — as plantas geralmente formam elevações acima da linha de água, geralmente com coloração que varia de alaranjado a vermelho; inclui cerca de 60 espécies, entre as quais:
  - Sphagnum capillifolium (Ehrh.) Hedw.
  - Sphagnum fimbriatum Wilson & Hook.
  - Sphagnum fuscum (Schimp.) H.Klinggr.
  - Sphagnum girgensohnii Russow
  - Sphagnum molle Sull.
  - Sphagnum quinquefarium (Lindb. ex Braithw.) Warnst.
  - Sphagnum rubellum Wilson
  - Sphagnum russowii Warnst.
  - Sphagnum subnitens Russow & Warnst.
  - Sphagnum warnstorfii Russow
- Sphagnum sect. Cuspidata Lindb. — as plantas são de coloração verde e geralmente ocorrem em depressões do terreno, em pastagens ou são aquáticas. Exemplos:
  - Sphagnum balticum (Russow) C.E.O.Jensen
  - Sphagnum cuspidatum Ehrh. ex Hoffm.
  - Sphagnum lindbergii Schimp. ex Lindb.
  - Sphagnum majus (Russow) C.E.O.Jensen
  - Sphagnum obtusum Warnst.
  - Sphagnum pulchrum (Braithw.) Warnst.
  - Sphagnum riparium Ångstr.
  - Sphagnum tenellum (Brid.) Bory
  - complexo Sphagnum recurvum s. l.:[32]
    - Sphagnum angustifolium (Warnst. C.E.O.Jensen
    - Sphagnum brevifolium (Lindb. Roll
    - Sphagnum fallax (H.Klinggr. H.Klinggr.) – alguns autores não incluem esta espécie neste complexo.[33]
    - Sphagnum flexuosum Dozy & Molk.
    - Sphagnum recurvum P.Beauv.
- Sphagnum sect. Insulosa  — A parede celular das células corticais externas do caulídio é lisa; células corticais externas de ramos de dois tipos, células aporosas menores e células maiores em forma de retorta com poros na extremidade apical; margens da folha do ramo geralmente inteiras; fascículos com no máximo 6 ramificações; células hialinas dos filídios das ramificações com fibrilas.
- Sphagnum sect. Isocladus  — A parede celular das células corticais externas do caulídio é lisa; células corticais externas de ramos de dois tipos, células aporosas menores e células maiores em forma de retorta com poros na extremidade apical; margens da folha do ramo geralmente inteiras; fascículos com no máximo 6 ramificações; células hialinas dos filídios das ramificações desprovidas de fibrilas.
- Sphagnum sect. Polyclada  — A parede celular das células corticais externas do caulídio é lisa; células corticais externas de ramos de dois tipos, células aporosas menores e células maiores em forma de retorta com poros na extremidade apical; margens da folha do ramo geralmente inteiras; fáscículos com 7 ou mais ramificações.
- Sphagnum sect. Rigida (Lindb.) Limpr. — A parede celular das células corticais externas do caulídio é lisa; as células corticais externas das ramificações são quase todas porosas na extremidade distal; filídios das ramificações com margens denticuladas e contornadas com sulco de reabsorção. Exemplos:
  - Sphagnum compactum Lam. & DC.
  - Sphagnum strictum Sull.
- Sphagnum sect. Sphagnum Dumortier — Paredes celulares das células corticais externas do caulídio reforçadas com fibrilas espirais; as plantas apresentam os maiores gametófitos entre todas as secções, formando grandes elevações; os filídios (folhas) formam vértices pepinosos (em forma de capuz) e são verdes, exceto na espécie Sphagnum magellanicum. Exemplos:
  - complexo Sphagnum imbricatum s. l.:[34]
    - Sphagnum affine Renauld & Card.)
    - Sphagnum austinii Sull.

  - Sphagnum centrale C.E.O.Jensen
  - Sphagnum magellanicum Brid.
  - Sphagnum palustre L.
  - Sphagnum papillosum Lindb.
- Sphagnum sect. Squarrosa (Russow) Schimp. —  Exemplos:
  - Sphagnum squarrosum Crome
  - Sphagnum teres (Schimp.) Ångström
- Sphagnum sect. Subsecunda (Lindb.) Schimp. — as plantas variam em cor de verde a amarelo e laranja (mas nunca vermelho) e são encontradas em depressões e pastagens ou são aquáticas; espécies sempre com gametófitos unissexuais. Exemplos:
  - Sphagnum contortum K.F.Schultz
  - Sphagnum denticulatum Brid.
  - Sphagnum inundatum Russow)
  - Sphagnum platyphyllum (Braithw.) Sull. ex Warnst.
  - Sphagnum subsecundum Nees
  - Sphagnum lescurii
  - Sphagnum pylaesii

A monofilia recíproca destas secções foi verificada usando as técnicas de filogenia molecular. Todas as espécies normalmente identificadas como Sphagnum, exceto duas, ficaram claramente alocadas a um clado. Duas outras espécies foram recentemente segregadas em novas famílias dentro de Sphagnales (Ambuchananiaceae e Flatbergiaceae), refletindo uma relação ancestral com o género Ambuchanania, um endemismo da Tasmânia, e uma longa distância filogenética em relação aos restantes membros de Sphagnum.
Dentro do clado principal de Sphagnum, a distância filogenética é relativamente curta e os métodos de datação molecular sugerem que quase todas as espécies atuais de Sphagnum descendem de um evento de radiação adaptativa que ocorreu há apenas 14 milhões de anos.

### Espécies
A seguinte lista parcial de espécies inclui apenas as espécies mais comuns:
- Sphagnum affine
- Sphagnum antarense
- Sphagnum apiculatum
- Sphagnum angustifolium
- Sphagnum auriculatum
- Sphagnum austinii
- Sphagnum balticum
- Sphagnum capillifolium
- Sphagnum christatum
- Sphagnum compactum
- Sphagnum cuspidatum
- Sphagnum cuspidatulum
- Sphagnum cyclophyllum (Sulliv. et Lesqx.)
- Sphagnum cymbifolium
- Sphagnum efibrillosum
- Sphagnum fallax
- Sphagnum fuscum
- Sphagnum girgensohnii
- Sphagnum humile (Schimp.)
- Sphagnum junghuhnianum
- Sphagnum laricinum
- Sphagnum luzonense
- Sphagnum macrophyllum (Bernh.)
- Sphagnum magellanicum
- Sphagnum majus
- Sphagnum mendocinum
- Sphagnum molle
- Sphagnum mulleri
- Sphagnum nitidulum
- Sphagnum novo-caledoniae
- Sphagnum novo-guineense
- Sphagnum palustre
- Sphagnum papillosum
- Sphagnum perichaetiale
- Sphagnum platyphyllum
- Sphagnum portoricense (Hampe.)
- Sphagnum pylaesii (Hampe.)
- Sphagnum recurvum
- Sphagnum riparium
- Sphagnum robinsonii
- Sphagnum rubellum
- Sphagnum russowii
- Sphagnum sedoides
- Sphagnum squarrosum
- Sphagnum strictum
- Sphagnum subnitens
- Sphagnum subsecundum
- Sphagnum teres
- Sphagnum warnstorfii
- Sphagnum wolfianum

## Usos

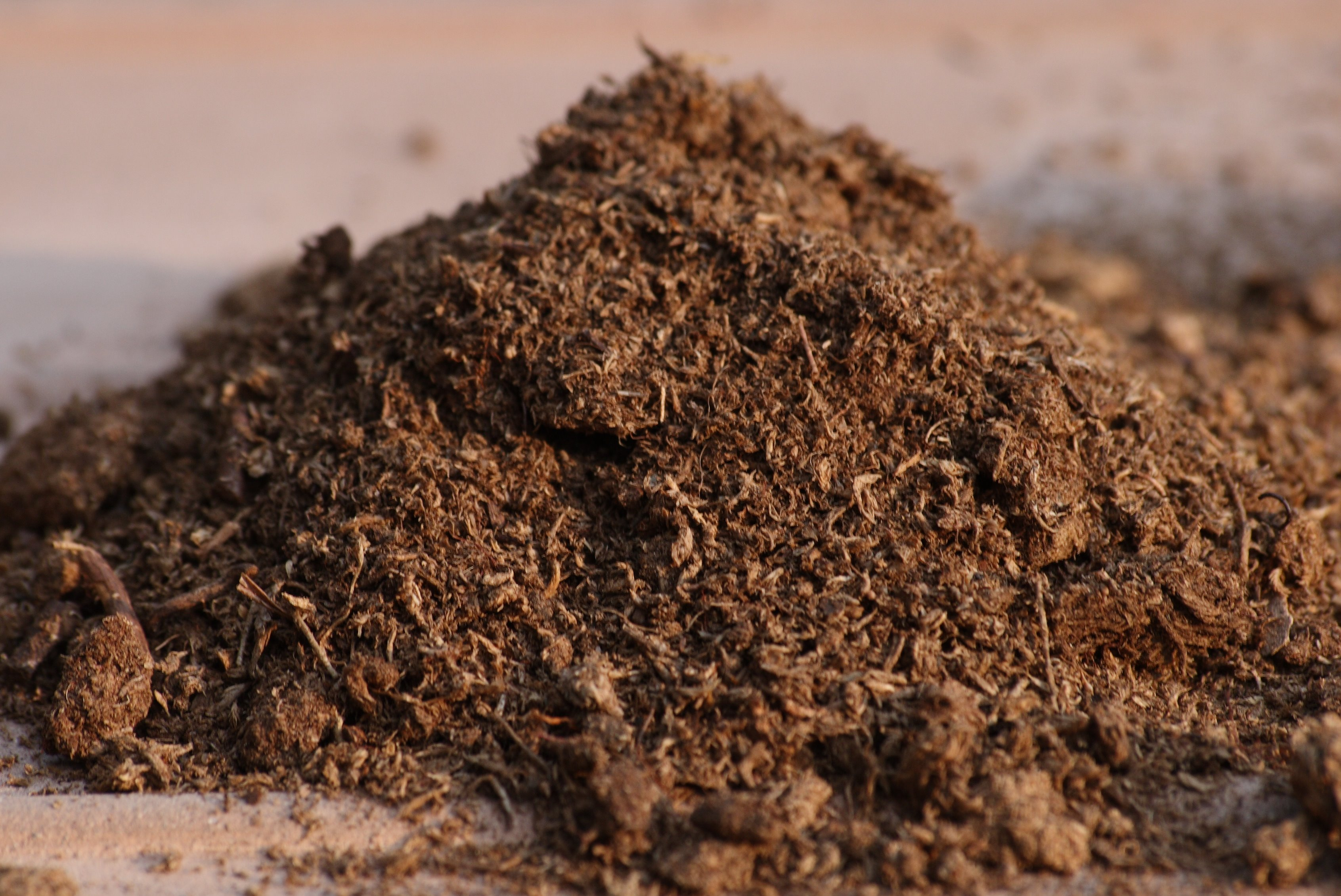
Corretivo de solo feito com turfa, composto por musgo esfagno seco e parcialmente decomposto

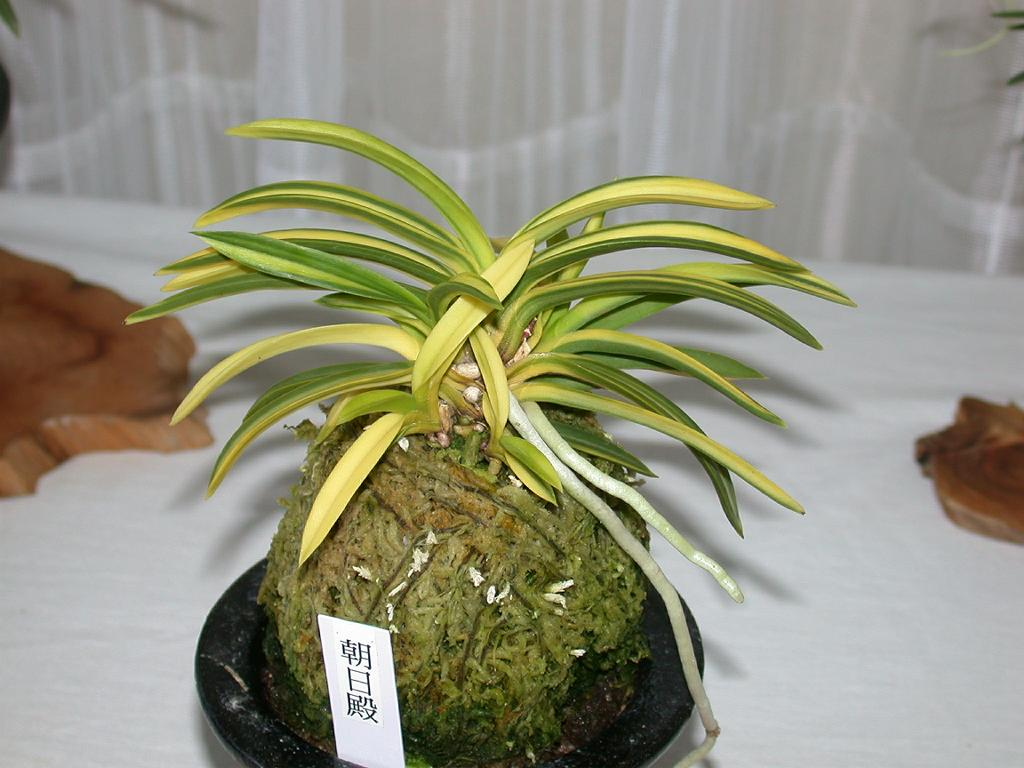
Sphagnum utilizado para montar uma orquídia da espécie Vanda falcata.

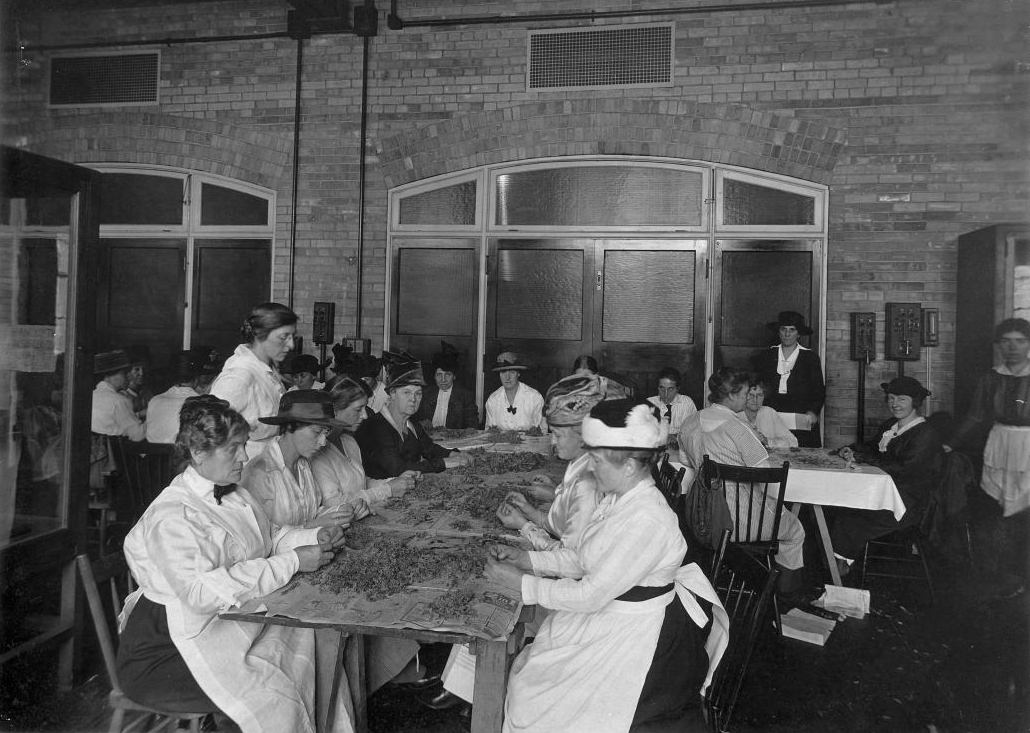
Pensos para feridas confecionados com esfagno a serem preparados na Universidade de Toronto (c. 1914).

O material produzido com esfagno seco e em decomposição é comercializado sob o nome de «turfa» ou «musgo de turfa». Aquele material é usado como condicionador do solo, visando aumentar a capacidade de retenção de água e nutrientes do solo e o aumento das forças capilares e da capacidade de troca catiónica, usos que são particularmente úteis em jardinagem. Esse tipo de condicionamento é geralmente procurado para solos arenosos ou para plantas que precisam de manter um teor de humidade elevado ou constante para florescer. Por vezes é feita uma distinção entre o «esfagno», o musgo vivo que cresce no topo de uma turfeira, e o «musgo de turfa», sendo o último a matéria orgânica do primeiro em lenta decomposição.
O Sphagnum também é muito procurado por cultivadores de plantas carnívoras para uso como substrato, geralmente seco e misturado com areia ou pó de xaxim. Pode ser cultivado em pequenos vasos ou caixas de ovos, sendo o musgo picado e colocado sobre areia molhada Para bom uso, deve receber muita luz e permanecer constantemente encharcado.
Esfagno seco é usado nas regiões do norte do Ártico como um material material de isolamento térmico em edifícios.
Os pântanos de esfagno são ambientes ácidos e anaeróbios, com muito baixas taxas de decomposição e, portanto, preservam no seu lodo fragmentos de plantas e pólen, o que possibilita a reconstrução florística de ambientes anteriores, permitindo em alguns casos recuar milénios.
Devido a essas condições, estes pântanos até preservam corpos humanos por milénios, sendo disso exemplo o Homem de Tollund, a Mulher de Haraldskær, o Homem de Clonycavan e o Homem de Lindow. Os pântanos deste tipo também podem preservar cabelo humano e roupas, sendo um dos exemplos mais notáveis a Rapariga de Egtved, encontrada na Dinamarca. Por causa da acidez da turfa, no entanto, os ossos são dissolvidos em vez de preservados. Os pântanos também são usados para preservar alimentos, tendo sido encontrados recipientes de manteiga ou banha com mais de 2000 anos de idade.
Compressas feitas com Sphagnum são usdas desde há muitos séculos como curativo para feridas, tendo ainda tido uso extensivo durante a Primeira Guerra Mundial.
Preparações usando diversos materiais derivados de Sphagnum, como o sabonete «Sphagnol», têm sido usadas para o tratamento de várias doenças de pele, incluindo acne, dermatofitose e outras micoses e afeções como as dermatites e eczemas. Um sabão derivado de Sphagnum foi usado pela Cruz Vermelha Britânica durante as duas guerras mundiais para tratar feridas faciais e feridas de trincheira.
Por ser absorvente e extremamente ácido, o esfagno inibe o crescimento de bactérias e fungos, por isso é usado para embalar sementes e plantas vivas, especialmente durante o envio a longa distância.
O musgo de turfa é usado para controlar a saída de líquido clarificado (efluente) de fossas sépticas em áreas que não possuem as condições adequadas para utilização dos meios de eliminação comuns.
Também é usado como uma alternativa ecologicamente correta ao cloro na desinfeção de piscinas. Como o  musgo inibe o crescimento de microorganismos, reduz a necessidade de cloro em piscinas.
Na Finlândia, os musgos de turfa foram usados para fazer uma espécie de pão durante períodos de fomes.
Na China, Japão e Coreia, o esfagno seco de filamento longo é tradicionalmente usado como meio de envasamento para o cultivo de orquídeas da espécie Vanda falcata.

## Conservação

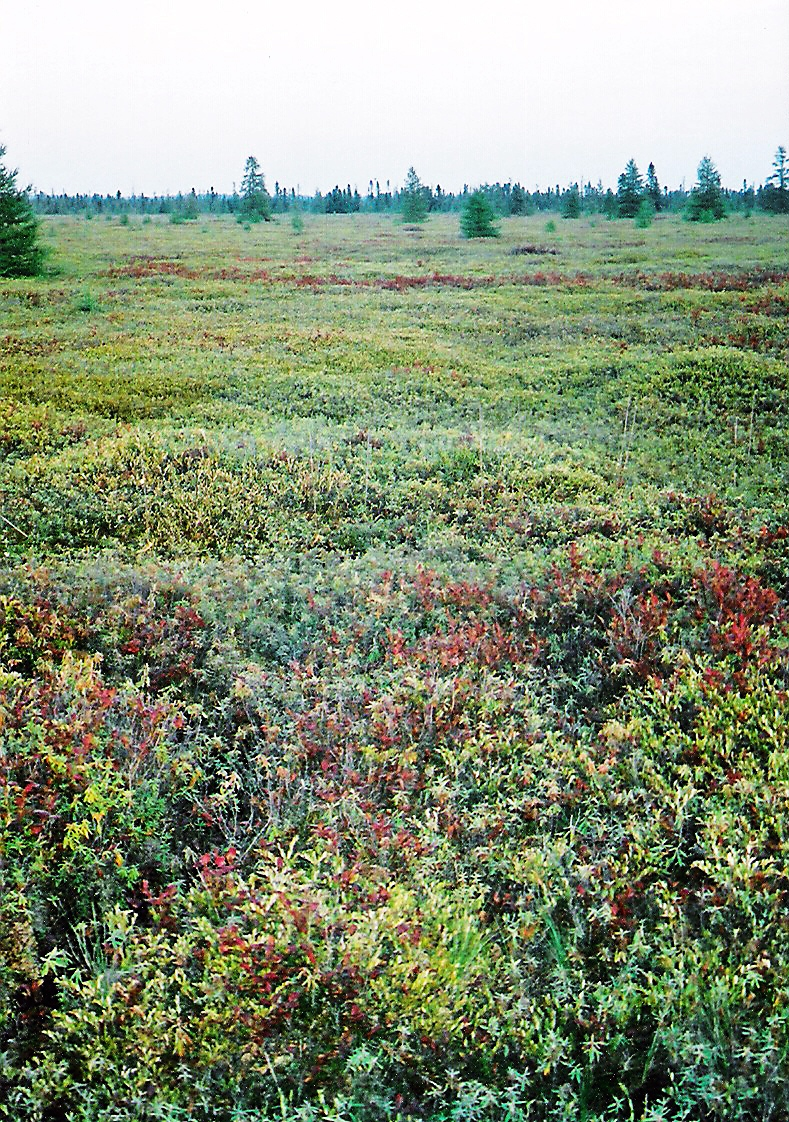
Mer Bleue Conservation Area, uma extensa turfeira de Sphagnum protegida para efeitos de conservação da natureza (próximo de Ottawa, Ontário, Canadá).

Vários das maiores zonas húmidas do mundo são pântanos dominados por esfagno, incluindo a Planície Siberiana Ocidental, a Planície da Baía de Hudson e o Vale do Rio Mackenzie. Essas áreas fornecem habitat para espécies comuns e raras. Também armazenam grandes quantidades de carbono, o que ajuda a reduzir o aquecimento global.
Contudo, apesar da enorme extensão das áreas que o género Sphagnum globalmente recobre, algumas das suas espécies estão em perigo pela destruição dos habitats que ocupam. Essa realidade já se reflete na Lista Vermelha de Espécies Ameaçadas da União Internacional para a Conservação da Natureza (IUCN) e nas listas de espécies ameaçadas de diversos Estados. A IUCN lista a espécie Sphagnum novo-caledoniae como estando no estado de conservação de espécie vulnerável.

### Europa
A Europa tem uma longa história de exploração de turfeiras. Os Países Baixos, por exemplo, já tiveram grandes áreas de turfeiras, tanto como turfeiras minerotróficas (fens) quanto como pântanos e outros terrenos alagadiços. Nos últimos 2100 anos a maioria desses terrenos foram drenados e convertidos em terras agrícolas.:Fig. 14.2
As planícies inglesas apresentam pequenos lagos que se originaram como minas artesanais a céu aberto destinadas à extração de turfa. Mais de 90% das turfeiras na Inglaterra foram danificadas ou destruídas. Um punhado de turfeiras foi preservado por meio de aquisições governamentais de interesses de mineração de turfa.
Em escalas de tempo mais longas, no entanto, algumas partes da Inglaterra, Irlanda, Escócia e País de Gales assistiram à expansão de pântanos e turfeiras, particularmente turfeiras de cobertura, em resposta à desflorestação e ao abandono de terras agrícolas.:Fig. 11.8
As espécies de Sphagnum que ocorrem no território nacional da República Federal da Alemanha são listadas pela República Federal, e parcialmente pelos estados federais, nas listas vermelhas nacionais com diferentes categorias de risco.
A Suíça coloca 27 espécies Sphagnum, com diferentes estados de conservação, na sua lista vermelha nacional de musgos. A maioria das espécies está listada como espécie pouco preocupante, 8 espécies como potencialmente ameaçadas e 5 espécies como espécie vulnerável.
Em 1979, a Convenção sobre a Vida Selvagem e os Habitats Naturais na Europa (a Convenção de Berna) incluiu a espécie Sphagnum pylaisii Brid. no seu «Apêndice I - Espécies da flora estritamente protegidas», o que a designa como uma espécie prioritária sujeita a medidas de conservação obrigatórias em todos os estados signatários daquela convenção do Conselho da Europa.
Todas as espécies de Sphagnum beneficiam de proteção ao abrigo das legislações nacionais que procedem à transposição da Diretiva 92/43/CEE do Conselho, de 21 de maio de 1992, relativa à preservação dos habitats naturais e da fauna e da flora selvagens, a Diretiva Habitats, transposta para o direito interno de Portugal pelo Decreto-Lei n.º 140/99, de 24 de Abril na versão atualizada de 1 de janeiro de 2007. Os mecanismos de proteção são obrigatórios para todos os Estados Membros em cujo território a espécie ocorra naturalmente. Os mecanismos de proteção estão listados no Apêndice V da Diretiva e, portanto, podem estar sujeitos a restrições de colheita e uso para quaisquer fins. Além disso, o seu habitat é colocado sob proteção através da inclusão das «Turfeiras ácidas de Sphagnum» no «Apêndice I - Tipos de habitats naturais de interesse comunitário cuja conservação exige a designação de zonas especiais de conservação», o que significa que áreas protegidas especiais devem ser designadas para esses habitats. Os pântanos elevados vivos e as turfeiras superficiais ativas são mesmo identificados como tipos de habitat a serem protegidos com prioridade.
Na República Federal da Alemanha, com base no Lei Federal de Conservação da Natureza (Bundesnaturschutzgesetz ou BNatSchG), todas as espécies de Sphagnum são também colocadas sob proteção através do Apêndice 1 do Regulamento Federal de Proteção de Espécies (Bundesartenschutzverordnung ou BArtSchV) e, consequentemente, designadas como espécies especialmente protegidas.
Na Suíça, a lei federal sobre a proteção da natureza e da paisagem (Bundesgesetz über den Natur- und Heimatschutz) e decretos que a acompanham, protege os pântanos como habitat para musgos de turfeira e promove a renaturalização dos pântanos e das paisagens dos pântanos. As espécies de Sphagnum consideradas constam do Apêndice 2 do regulamento que aprova a lista de plantas protegidas. Além disso, devido à Iniciativa Rothenthurm para proteção das zonas húmidas, aprovada em referendo a 6 de dezembro de 1987, foi criado um mecanismo constitucional visando a inventariação de tipos de habitat húmidos dignos de serem colocados sob proteção.

### América do Norte
Os EUA obtêm mais de 80% da turfa de esfagno que é usada no país a partir de importações do Canadá. No Canadá, a massa de turfeiras colhida a cada ano é cerca de 1/60 da massa que se acumula. Cerca de 0,02% dos 1,1 milhão de km2 das turfeiras canadianas são usados para mineração de turfa.
Nos Estados Unidos da América, um conjunto de vários estados lista um total de 15 espécies de Sphagnum como plantas ameaçadas e em perigo de extinção.
Estão a ser desenvolvidos alguns esforços para restaurar turfeiras após a mineração de turfa, e existe algum debate sobre se as turfeiras podem ser restauradas à sua condição inicial e sobre quanto tempo o processo leva. O The North American Wetlands Conservation Council (Conselho de Conservação das Terras Húmidas da América do Norte) estima que as turfeiras colhidas podem ser restauradas a ponto de serem consideradas «sistemas ecologicamente equilibrados» num prazo de 5 a 20 anos após a colheita da turfa. Contudo, alguns especialistas em zonas húmidas afirmam que os pântanos artificiais têm pouca semelhança com os naturais, pois como as florestas plantadas, essas turfeiras tendem para a monocultura, carecendo da biodiversidade de um pântano não colhido.
PittMoss, uma alternativa de musgo de turfa feita a partir de papel jornal reciclado, surgiu como um substituto sustentável para meios de cultura. Coir também foi apontado como uma alternativa sustentável ao musgo de turfa em meios de cultura. Outra turfa alternativa à do musgo é fabricada na Califórnia a partir de fibra de Sequoia sempervirens colhida de forma sustentável. Os materiais de poliuretano de célula semiaberta disponíveis em flocos e folhas também estão a encontrar aplicações como substitutos do esfagno com uso típico em substratos de parede verde e jardim de telhado.

### Chile
Na década de 2010, a turfa de "Sphagnum" existente no Chile começou a ser colhida em grande escala para exportação para países como o Japão, a Coreia do Sul, Taiwan e os Estados Unidos. Dada a capacidade das massas de Sphagnum absorverem o excesso de água e a libertar durante os meses secos, a sobrexploração pode ameaçar o abastecimento de água nos fiordes e canais do Chile.
A extração de Sphagnum no Chile é regulamentada por lei desde 2 de agosto de 2018. Desde esse ano, a lei chilena permite apenas a extração manual de Sphagnum usando apenas forcados ou ferramentas semelhantes como auxílio. Em uma determinada área (polígono), pelo menos 30% da cobertura de Sphagnum não deve ser colhida.As fibras de Sphagnum colhidas não podem exceder 15 cm de comprimento e o Sphagnum remanescente após a colheita nunca pode ter um comprimento inferior a 5 cm acima do nível freático.
De acordo com aquela lei, nas regiões de Los Ríos (40°S) e Los Lagos (41–43°S) as mesmas parcelas podem ser colhidas após 12 anos, enquanto mais ao sul, nas regiões de Aysén (44-48 ° S) e Magallanes (49-56 ° S) devem decorrer 85 anos antes que a mesma área ser sujeita a nova colheita.
Para além da colheita, os pântanos onde cresce Sphagnum também estão ameaçados pelo desenvolvimento de parques eólicos em áreas húmidas frias como a Cordillera del Piuchén onde o Parque Eólico San Pedro foi construído na década de 2010. A instalação de cada aerogerador normalmente implica na supressão de vegetação e a alteração do solo, mudando também a hidrologia local.

### Nova Zelândia
A Nova Zelândia, como outras partes do mundo, perdeu grandes áreas de turfeira. As últimas estimativas de perda de áreas húmidas na Nova Zelândia são de 90% em 150 anos.
Em alguns casos, as regras aplicáveis à colheita de turfa recomendam os cuidados a tomar durante a colheita de Sphagnum para garantir que ainda haja musgo suficiente para permitir a regeneração. É sugerido um ciclo de 8 anos, mas alguns locais requerem um ciclo mais longo, de 11 a 32 anos, para a recuperação total da biomassa, dependendo de múltiplos fatores, incluindo se uma nova sementeira é feita, a intensidade da luz e a distância ao nível freático.
Estas medidas de cultura são baseadas num programa de gestão sustentável aprovado pelo Departamento de Conservação da Nova Zelândia. O processo garante a regeneração do musgo, ao mesmo tempo que protege a fauna e o meio ambiente. A maior parte da colheita nos pântanos da Nova Zelândia é feita apenas com forcados, sem o uso de maquinaria pesado. Durante o transporte, são em geral usados helicópteros para transferir o musgo recém-colhido do pântano para a estrada mais próxima.